# Kabbelige See

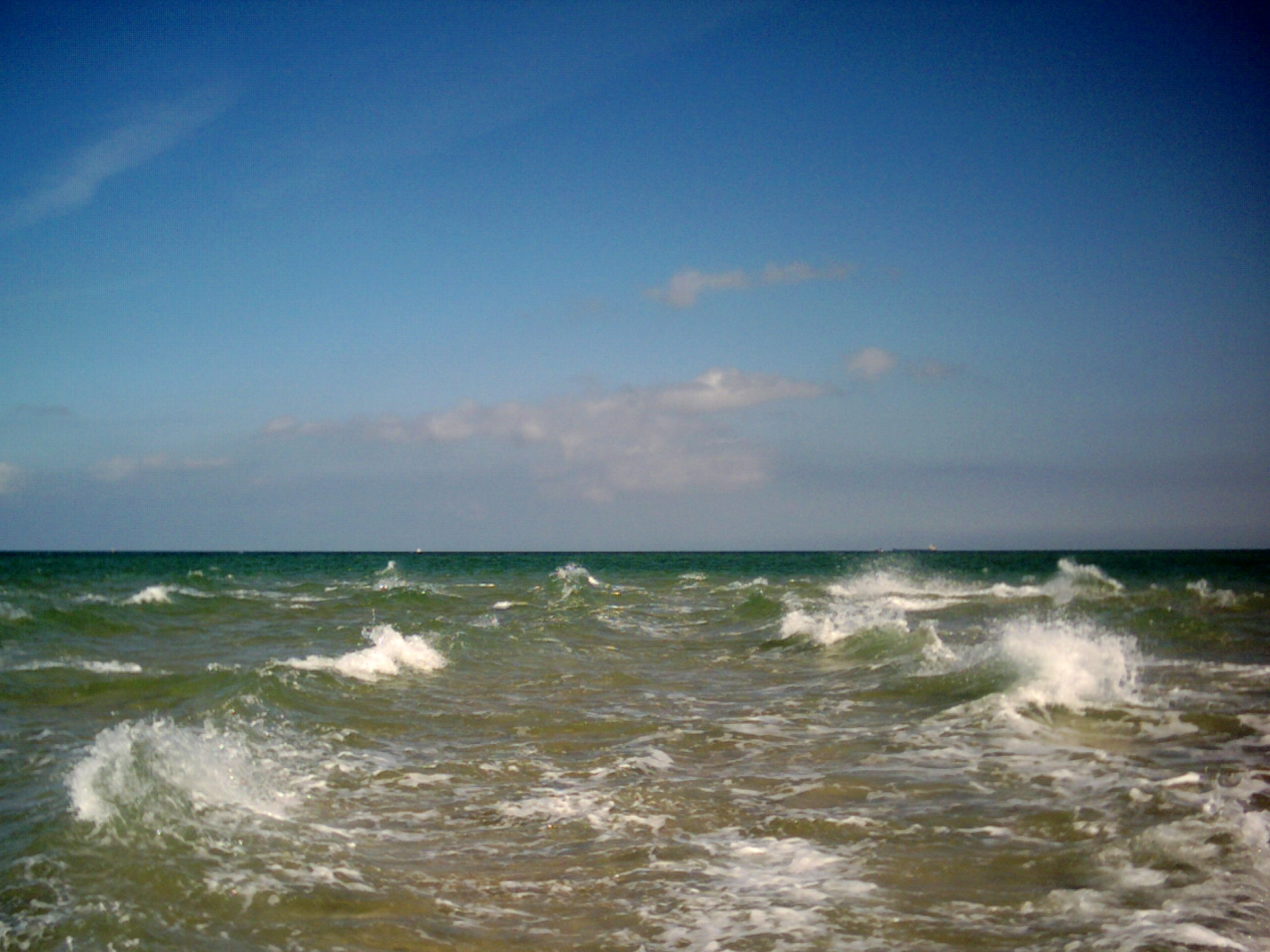
Kabbelige See vor Grenen

Mit kabbeliger See wird ein Oberflächenbereich des Meeres bezeichnet, der durch  Wind, Seegang oder Wasserströmungen, die aus verschiedenen Richtungen gegeneinandertreffen, ungleichmäßig bewegt ist. Der Begriff stammt aus der Seemannssprache. Andere Bezeichnungen sind Kabbelung oder Kabbelsee.
Eine kabbelige See ist gekennzeichnet durch ein flaches, aber unruhiges Wellenbild aus kurzen, sich gegenseitig überlagernden Wellen.